# Parachalciope emiplaneta
Parachalciope emiplaneta är en fjärilsart som beskrevs av Emilio Berio 1954. Parachalciope emiplaneta ingår i släktet Parachalciope och familjen nattflyn. Inga underarter finns listade i Catalogue of Life.